# Championnats d'Europe d'escrime 1999
Navigation
Édition précédente Édition suivante
Les championnats d'Europe d'escrime 1999 se sont disputés à Bolzano en Italie en 1999.  La compétition est organisée par la fédération italienne d'escrime, sous l'égide de la Confédération européenne d'escrime a vu s'affronter des tireurs des différents pays européens lors de 11 épreuves différentes. 
Le sabre féminin est au programme pour la première fois.
Les épreuves ont eu lieu dans le Pabellón Palaonda.

## Médaillés
| Épreuves                               | Or                                                                                     | Argent                                                                           | Bronze                                                                               |
| -------------------------------------- | -------------------------------------------------------------------------------------- | -------------------------------------------------------------------------------- | ------------------------------------------------------------------------------------ |
| Épée                                   |                                                                                        |                                                                                  |                                                                                      |
| Hommes individuel résultats détaillés  | Rémy Delhomme                                                                          | Alfredo Rota                                                                     | Pavel Kolobkov Bartłomiej Kurowski                                                   |
| Hommes par équipes résultats détaillés | Italie- Sandro Cuomo - Paolo Milanoli - Alfredo Rota - Davide Schaier                  | France- Hugues Obry - Éric Srecki - Jean-François Di Martino - Rémy Delhomme     | Allemagne- Arnd Schmitt - Mark Steifensand - Jörg Fiedler - Michael Flegler          |
| Femmes individuel résultats détaillés  | Imke Duplitzer                                                                         | Elisa Uga                                                                        | Claudia Bokel Denise Holzkamp                                                        |
| Femmes par équipes résultats détaillés | Italie- Cristiana Cascioli - Sara Cometti - Elisa Uga - Margherita Zalaffi             | Russie- Tatiana Fachrutdinova - Natalia Ivanova - Maria Mazina                   | Hongrie- Adrienn Hormay - Tímea Nagy - Emese Takács - Hajnalka Tóth                  |
| Fleuret                                |                                                                                        |                                                                                  |                                                                                      |
| Hommes individuel résultats détaillés  | Salvatore Sanzo                                                                        | Sławomir Mocek                                                                   | Javier Menéndez Márk Marsi                                                           |
| Hommes par équipes résultats détaillés | Italie- Salvatore Sanzo - Alessandro Puccini - Daniele Crosta - Gianmarco Amore        | France- Antoine Mercier - Laurent Bel - Franck Boidin - Jérôme Weibel            | Pologne- Adam Krzesiński - Piotr Kiełpikowski - Sławomir Mocek - Wojciech Szuchnicki |
| Femmes individuel résultats détaillés  | Valentina Vezzali                                                                      | Monika Weber                                                                     | Laura Badea Annamaria Giacometti                                                     |
| Femmes par équipes résultats détaillés | Italie- Diana Bianchedi - Annamaria Giacometti - Giovanna Trillini - Valentina Vezzali | Roumanie- Laura Badea - Roxana Scarlat - Reka Zsofia Lazăr-Szabo - Claudia Vanţă | Hongrie- Edina Knapek - Aida Mohamed - Gabriella Lantos - Katalin Varga              |
| Sabre                                  |                                                                                        |                                                                                  |                                                                                      |
| Hommes individuel résultats détaillés  | Wiradech Kothny                                                                        | Luigi Tarantino                                                                  | Julien Pillet Victor Găureanu                                                        |
| Hommes par équipes résultats détaillés | France- Mathieu Gourdain - Julien Pillet - Cédric Seguin - Damien Touya                | Roumanie- Mihai Covaliu - Victor Găureanu - Florin Lupeică - Constantin Sandu    | Italie- Raffaello Caserta - Giampiero Pastore - Luigi Tarantino - Antonio Terenzi    |
| Femmes individuel résultats détaillés  | Elena Jemayeva                                                                         | Cécile Argiolas                                                                  | Natalia Makeieva Edina Csaba                                                         |

## Tableau des médailles
| Rang  | Nation      | Or | Argent | Bronze | Total |
| ----- | ----------- | -- | ------ | ------ | ----- |
| 1     | Italie      | 6  | 3      | 2      | 11    |
| 2     | France      | 2  | 3      | 1      | 6     |
| 3     | Allemagne   | 2  | 1      | 2      | 5     |
| 4     | Azerbaïdjan | 1  | 0      | 0      | 1     |
| 5     | Roumanie    | 0  | 2      | 2      | 4     |
| 6     | Pologne     | 0  | 1      | 2      | 3     |
| 6     | Russie      | 0  | 1      | 2      | 3     |
| 8     | Hongrie     | 0  | 0      | 5      | 5     |
| 9     | Espagne     | 0  | 0      | 1      | 1     |
| Total | Total       | 11 | 11     | 17     | 39    |